# Vancouveria chrysantha
Vancouveria chrysantha ist eine Pflanzenart aus der Gattung Vancouveria innerhalb der Familie der Berberitzengewächse (Berberidaceae). Sie ist im westlichen Nordamerika verbreitet und wird dort in englischer Sprache golden inside-out flower oder Siskiyou inside-out flower genannt.

## Beschreibung

### Vegetative Merkmale
Vancouveria chrysantha ist eine immergrüne, ausdauernde krautige Pflanze. Es wird ein relativ kurzes, meist unterirdisches Rhizom gebildet.
Die nur grundständig angeordneten Laubblätter sind in Blattstiel und -spreite gegliedert. Der Blattstiel ist relativ lang. Die Blattspreite besteht aus einem und mehrfach dreiteiligen runden, flach gelappten Blättchen. Der Rand des Blattes ist ganzrandig oder wellig und auffällig verdickt.

### Generative Merkmale
Die Blütezeit reicht in Nordamerika im Frühling von Mai bis Juni. Auf einem langen, aufrechten Blütenstandsschaft mit behaarten, glänzenden Verzweigungen sind die hängenden Blüten in einem traubigen oder rispigen Blütenstand angeordnet.
Die zwittrigen Blüten sind radiärsymmetrisch und dreizählig. Die sechs inneren Kelchblätter erscheinen wie Kronblätter. Die hellgelben Kelchblätter sind 6 bis 10 Millimeter lang und zurück- oder aufwärtsgebogen und stehen vom Zentrum der Blüte ab. An die Kelchblätter anliegend sind die eigentlichen, kleineren Kronblätter, die hellgelb, 4 bis 6 Millimeter lang, gebogen und kapuzenartig sind. Es sind zwei Kreise mit je drei Staubblätter vorhanden. Der relativ große Fruchtknoten ist glänzend.
Die Balgfrüchte reifen in Nordamerika im Juni bis Juli.
Die Chromosomenzahl beträgt 2 n = 12.

## Vorkommen
Vancouveria chrysantha kommt in den westlichen USA vom nordwestlichen Kalifornien bis zum südwestlichen Oregon vor. Sie gedeiht in offenen immergrünen Mischwäldern und im Dickicht auf Böden, die sich über Serpentingestein bilden in Höhenlagen von 100 bis 1500 Metern. Sie gedeiht in den Klamath Mountains unterhalb von 1500 Metern vor und wächst in trockenen Bergregionen in Wäldern und im Chaparral.

## Taxonomie
Die Erstbeschreibung von Vancouveria chrysantha erfolgte 1885 durch Edward Lee Greene in Bulletin of the California Academy of Sciences, Volume 1, Issue 3, S. 66.